# 光之採石場

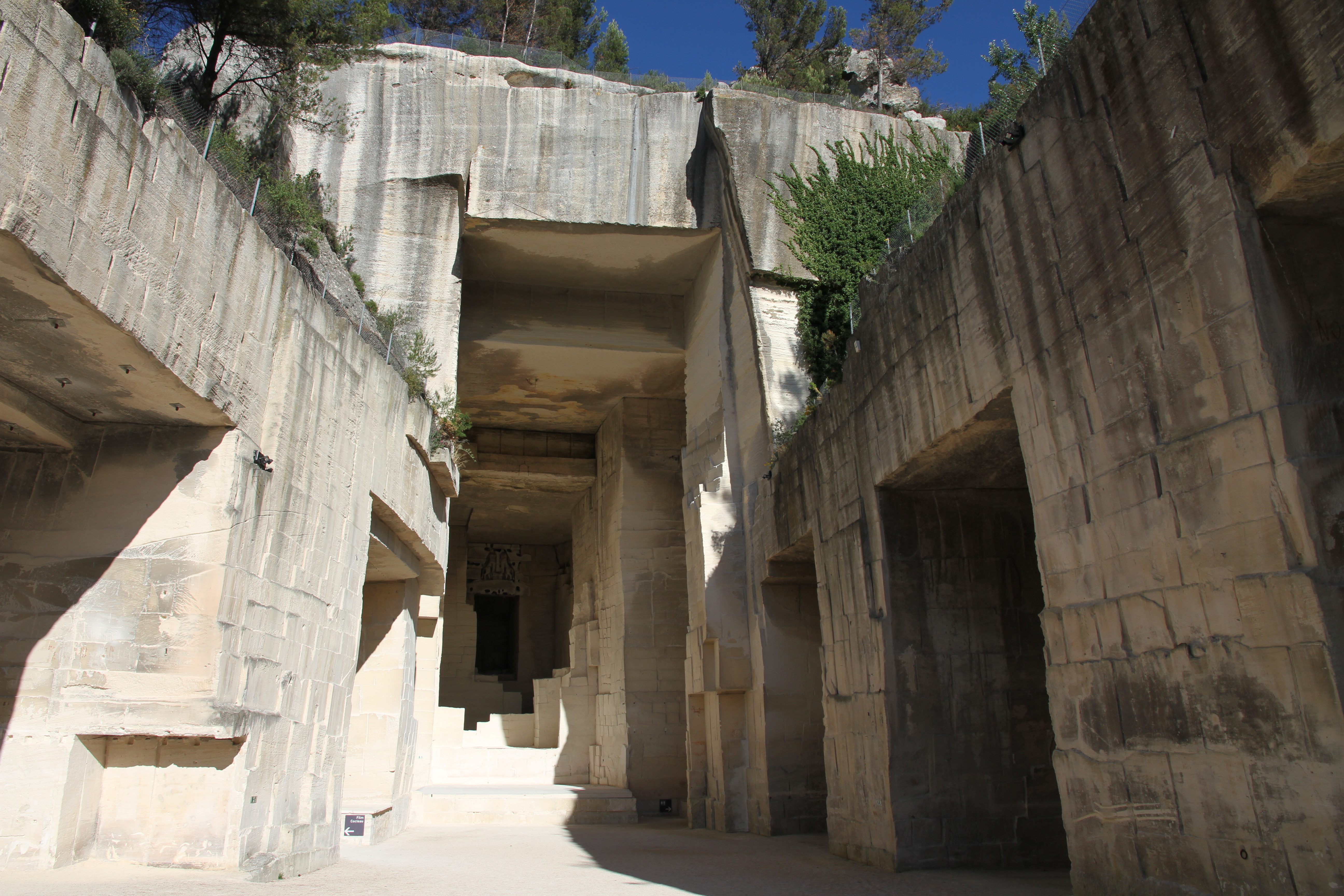
「光之採石場」入口

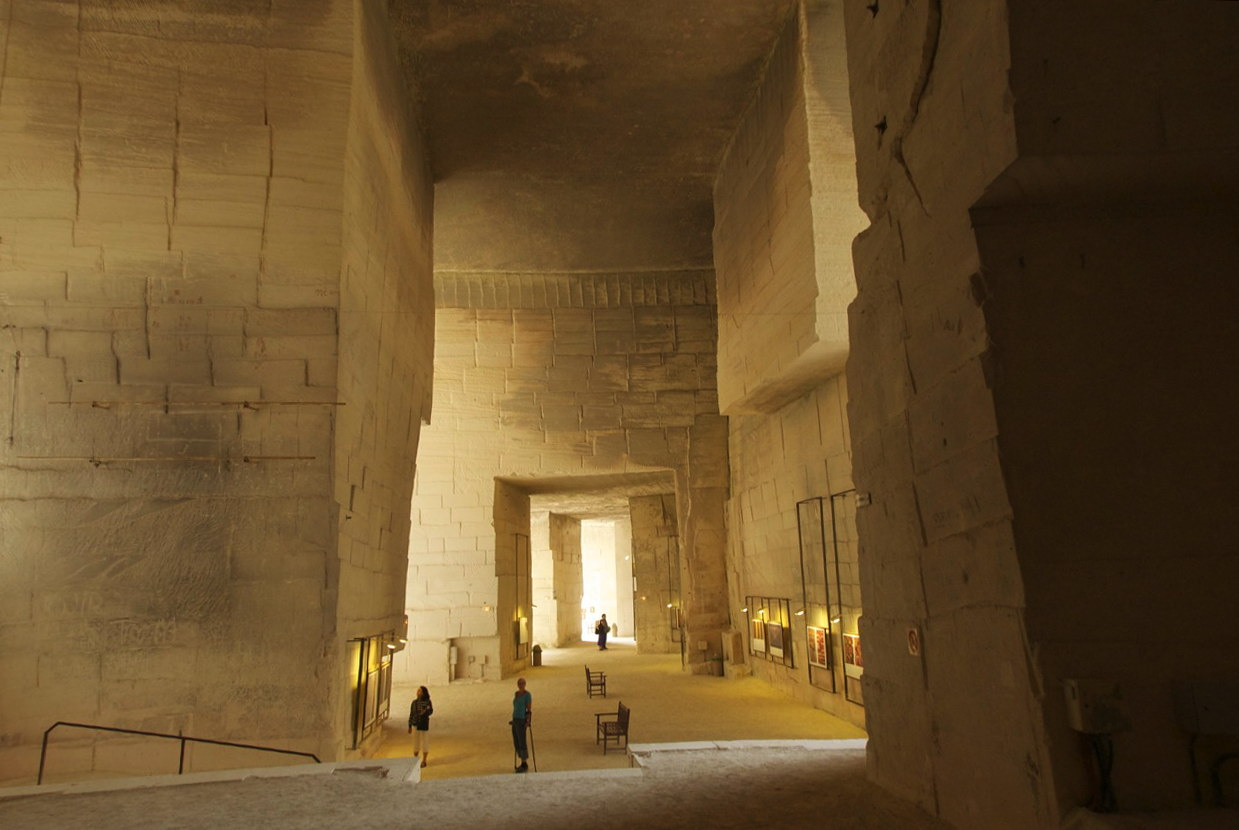
「光之採石場」北廳

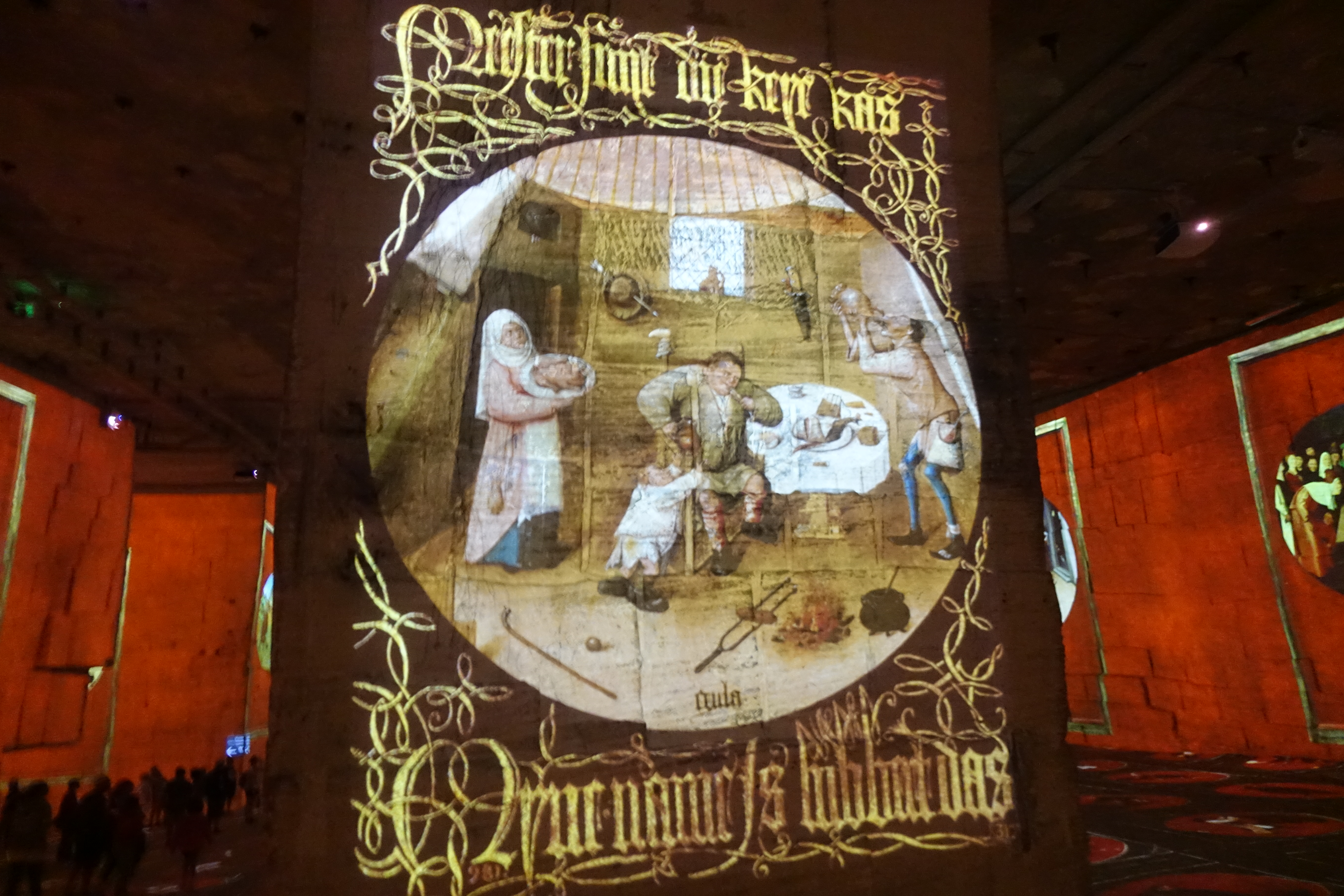
「光之採石場」展場

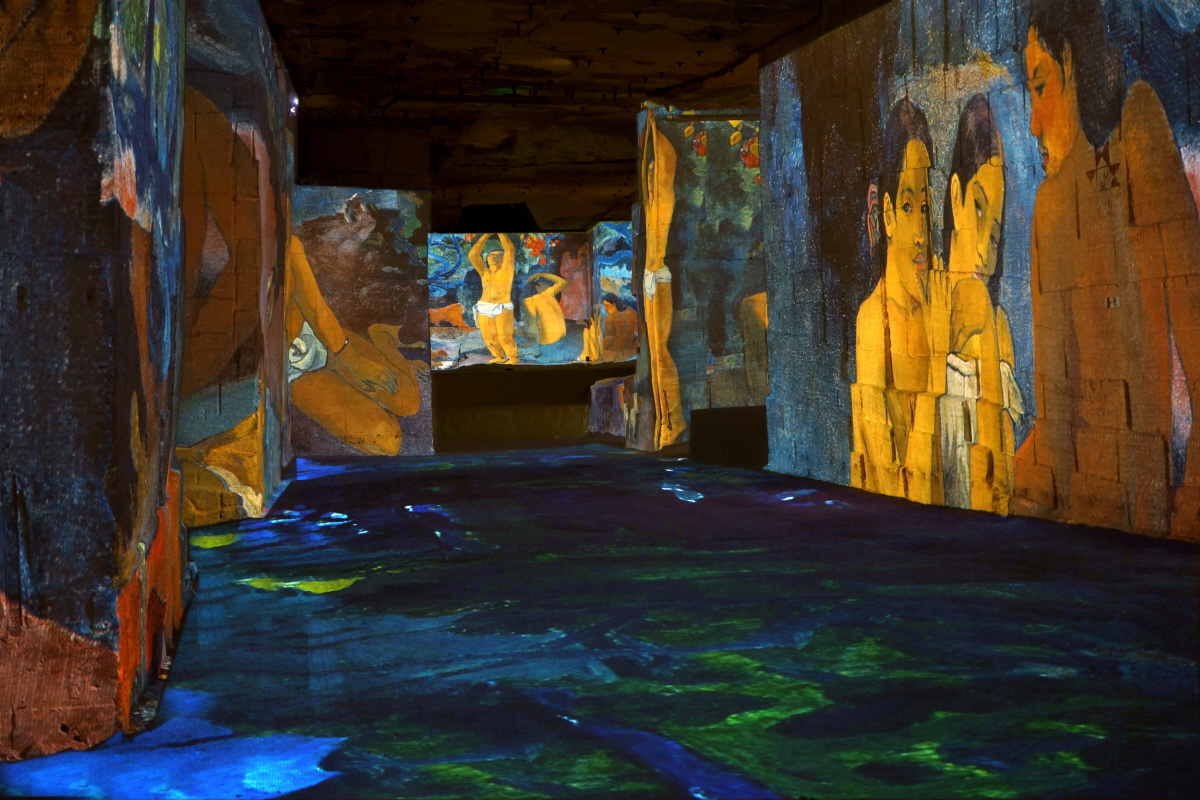
「光之採石場」展場

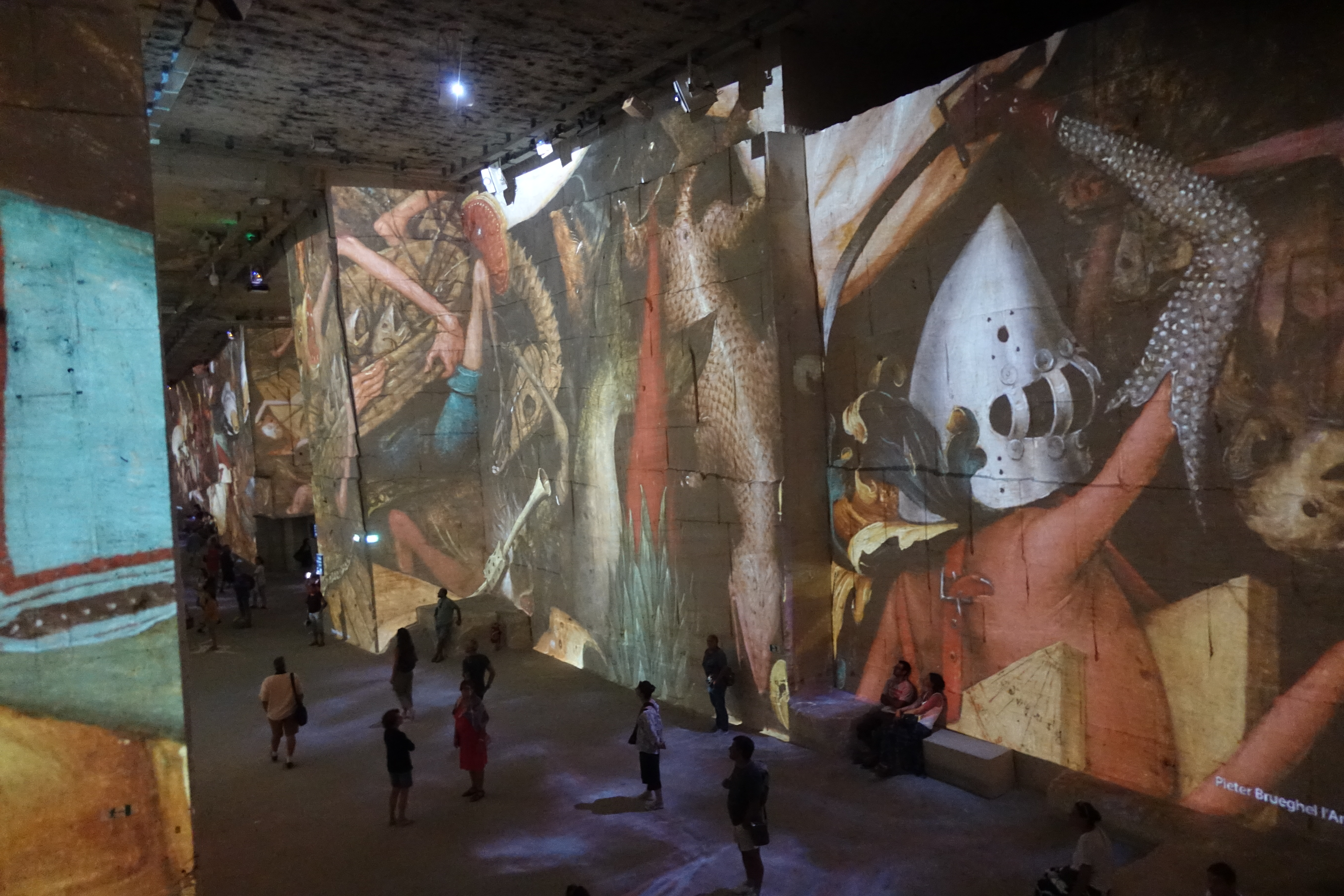
「光之採石場」展場

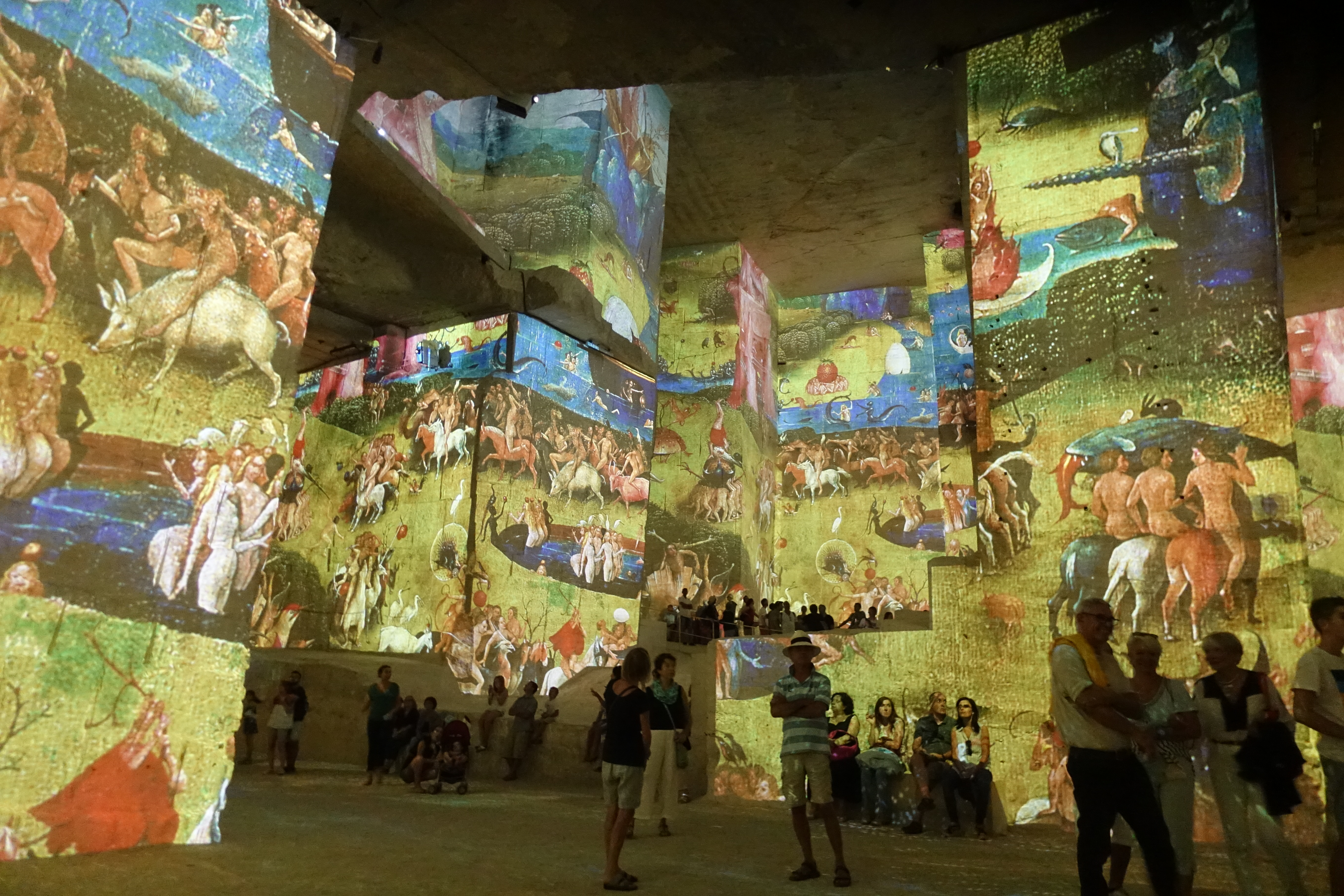
「光之採石場」展場

「光之採石場」（法語：Carrières de Lumières）位於法國南部普羅旺斯萊博小鎮。是一座具有悠久歷史，但已廢置的採石場。2012年法國著名私營藝術管理機構「文化空間」
將其轉化為一「沉浸式數位體驗」藝術中心:「光之採石場」，其展出不僅引起國際轟動，亦掀起全球「沉浸式數位藝術」之風潮。

## 前身

### 充滿傳奇的「採石場」
「採石場」位於萊博山城腳下的「地獄谷」。 「地獄谷」是一片由石灰岩構成的谷地，歷經長期風化、水蝕形成許多奇形怪狀之巨石、斷岩或岩洞，予古人蠻荒、蒼涼之感因而得名。「地獄谷」催生過許多傳說，例如它是觸發但丁寫下《神曲•地獄篇》的地方，或是當年撒拉森人於逃亡中倉促埋下寶藏之處。「地獄谷」亦是早期諾貝爾獎詩人密斯特拉筆下「女巫穴」之所在。
「地獄谷」做為採石場的歷史可追溯到西元前二世紀高盧人的時代。二十世紀30年代因更具經濟效益的鋼筋混泥土已開始廣泛的被使用，造成「地獄谷」採石場紛紛走向歇業的命運。如今「地獄谷」已成為規劃得相當好、適合健行或是單車遊的天然公園。

### 《奧菲的遺言》
1959年，赫赫有名的導演、詩人劇作家 考克多 發現了「地獄谷」採石場之獨特魅力並拍下由其本人擔綱演出、極具超現實意味的實驗電影《 奧菲的遺言 》。當時大名鼎鼎的畢卡索亦於片中客串演出。沈寂了20多年的「地獄谷」採石場因而再度浮現到人們的腦海裡。

### 「影像大教堂」
「沉浸式」體驗、「沉浸式」展演，自2012年「光之採石場」推出其顛覆傳統的「沉浸式」數位藝術體驗展之後，「沉浸式」迅即蔚為風潮。關於「沉浸式」，其實早在1960年代初期，法國「圖像語言」專家、法國著名「影像人協會」
創立人阿尔贝·普莱西
就已預見圖像走出框架不再受縛，且觀賞者就在其中而非處於其外的一種嶄新「沉浸式」之投影形式。1975年，阿尔贝·普莱西的理想 －「影像大教堂」(Cathédrale d'Images) － 終於可以付諸實現，他找到了心中最合適的展場：「地獄谷」採石場。在完全沒有前例可循之下，經過一年多的實地規劃、琢磨、測試，阿尔贝·普莱西與其團隊在1977年復活節的那個週日正式推出「影像大教堂」之首展。
展場總面積四千平方公尺，由多個以石柱為天然分隔的「展廳」組成。阿尔贝·普莱西以最簡單的24x36幻燈片、但將其放大數千倍後投射至高度有時可達12公尺的石壁及石柱上，每個投射出的畫面至少都有100平方公尺之幅度。在聲量不大的音樂伴隨下，觀展者歷經了一場前所未有的感官之旅。「影像大教堂」的展出徹底改變了過去欣賞藝術作品的方式，令觀展者無不讚其壯觀與震撼。而阿尔贝·普莱西卻坦言如有更多的資金、更完善的設備那又會是什麼樣的壯觀與震撼！
「影像大教堂」自此每年推出一個結合了音樂與影像的主題展，隨著科技進步，展出方式也逐漸轉為3度空間（牆面石柱面之外，投影面已擴展到地面與「洞頂」），只是沒有目前「光之採石場」之規模。「影像大教堂」的成功每年為人口不足四、五百的萊博小鎮帶來20多萬的觀展人潮，成為萊博市府重要財源。
然而它的成功也讓它成為同業覬覦以及政客謀利之對象。2010年，萊博小鎮將「影像大教堂」展場營運權交給了財力雄厚的「文化空間」。為此，萊博小鎮被判賠償「影像大教堂」原經營者5百80萬歐元的損失及利息。「文化空間」則因完全承繼了原經營團隊的展出形式與風格，被判向原經營者賠償30萬歐元之損失及利息。

## 「光之採石場」

### 嶄新體驗
2010年「文化空間」接下「影像大教堂」經營權。經過一年多的籌劃，2012年「文化空間」以「光之採石場」為名推出首展「高更、梵谷，色彩藝術家」（Gauguin, Van Gogh, les peintres de la couleur）。展出形式基本上沿襲著「影像大教堂」結合音樂與影像（以古典名作為素材）之沉浸式理念，但以最高規格的百台投影機、更強大的專業陣容、同時提高音樂至與影像對等之比重，將素材以前所未有的3D動畫方式投射於7000平方公尺的牆面石柱面地面及洞頂上。此次3D動畫展演徹底改變了過去欣賞藝術作品的方式，360度環繞空間的視覺效果與搭配得宜的音樂無不使觀展者倍感炫目、新奇與震撼。展演受歡迎之程度可由歷年觀展人數說明：首展人數近24萬（239 000），與過去「影像大教堂」時代沒有太大差距，但之後快速成長，目前每年觀展人數近60萬。

### 歷年展出主題
「光之採石場」展出時間為每年三月初至次年一月初。近兩年為雙主題展。
- 2020-2021
  - 「達利，未盡之謎」(Dali, l'énigme sans fin)
  - 「高第，幻想建築師」(Gaudi, architecte de l'imaginaire)
- 2019-2020
  - 「夢日本，飄浮世界」（Japon rêvé, images du monde flottant）
  - 「梵谷，星夜」(Van Gogh, La nuit étoilée)
- 2018-2019,「畢卡索與西班牙大師」（Picasso et les maîtres espagnols）
- 2017-2018,「波希、勃魯蓋爾、阿爾欽博托，從幻想到神奇」（Bosch, Brueghel, Arcimboldo. Fantastique et merveilleux）
- 2016-2017,「馬克·夏卡爾，仲夏夜之夢」（Chagall, Songes d'une nuit d'été）
- 2015-2016,「米開朗基羅、達文西、拉斐爾，文藝復興三巨匠」（Michel-Ange, Léonard de Vinci, Raphaël. Les géants de la Renaissance）
- 2014-2015,「克林姆與維也納，一世紀金燦與色彩」（Klimt et Vienne. Un siècle d'or et de couleurs）
- 2013-2014,「莫內、雷諾瓦…夏卡爾，地中海之旅」（Monet, Renoir... Chagall. Voyages en Méditerranée）
- 2012-2013,「高更、 梵谷，色彩藝術家」（Gauguin, Van Gogh, les peintres de la couleur）

### 榮譽
2018年，「文化空間」以「光之採石場」優異的「沉浸式體驗」榮獲享有「主題樂園」界奥斯卡金像奖之稱的「主題娛樂協會」獎（THEA Awards）。該獎由國際「主題娛樂協會」（Themed Entertainment Association, 簡稱TEA）設置，始於1994年。

### 迴響
「光之採石場」成功推出之後，「文化空間」以國際「沉浸式」藝術開發先驅者身份
又相繼在法國巴黎、波爾多以及韓國濟州島成立了三個同型之「沉浸式」光影數位藝術中心，且都以具有文化意義之歷史建築為展場：
- 「光之工坊」（Atelier des Lumières）

2018年，「文化空間」在巴黎完成了第一個「沉浸式」數位藝術中心之建置，並推出首展。展場本為一間建於1835年的鑄鐵廠。
- 「光之地堡」（Bunker de Lumières）

2018年，「文化空間」與韓國最大交通及電子現金公司 TMONET在韓國濟州島完成「光之地堡」「沉浸式」數位藝術中心之建置並推出首展。展場原本是韓國為發展軍事通信設備而建造的地堡。
- 「光之池」（Bassins de Lumières）

2020年，「文化空間」在波爾多推出「光之池」「沉浸式」數位藝術中心首展。展場改造自二戰期間德軍在法國建造的波爾多潛水艇基地。展場面積為巴黎「光之工坊」的5倍、萊博「光之採石場」的2倍。

## 外部連結
- . （原始内容存档于2020-06-17） （法语）.官網 (內有歷年展演廣告宣傳片）
- . （原始内容存档于2020-07-17） （英语）.官網